# Dioscoro I di Alessandria

Dioscoro I di Alessandria conosciuto anche come Dioscuro (Alessandria d'Egitto, ... – Gangra, 4 settembre 457) fu il 25º Papa della Chiesa copta (massima carica del Patriarcato di Alessandria d'Egitto) dal 444 al 457, quando fu deposto dal concilio di Calcedonia a causa del suo sostegno al monofisismo di Eutiche. È considerato santo da tre Chiese non calcedonesi: copta ortodossa, Chiesa ortodossa siriaca e apostolica armena.

## Biografia
Dioscoro era il decano della Scuola catechetica di Alessandria e il segretario personale del Patriarca di Alessandria Cirillo, che accompagnò al Concilio di Efeso nel 431, dopo di che fu promosso Arcidiacono. Dopo la morte di Cirillo fu il suo successore come Patriarca di Alessandria. Eletto nel 444, aderì alla teoria cristologica del monaco bizantino Eutiche, suo contemporaneo, il quale sosteneva la predominanza della natura divina su quella umana in Cristo. 
Nel 448 un sinodo della Chiesa di Costantinopoli (cui apparteneva Eutiche), presieduto dal Patriarca Flaviano (446-449), condannò la teologia di Eutiche definendolo “monofisita”. Dopo la condanna, Crisafio, nemico politico di Flaviano, scrisse a Dioscoro promettendogli la sua amicizia e protezione se avesse voluto prendere le difese del teologo. Crisafio fece in modo che l'imperatore Teodosio II (401-450) indicesse un concilio ecumenico e che Dioscoro fosse nominato presidente.
Il concilio di Efeso si tenne nel 449. Dioscoro si presentò come difensore della fede e della dottrina di San Cirillo, ma era innanzi tutto preoccupato dall'idea d'umiliare la cattedra di Costantinopoli, che pretendeva di esser superiore alla cattedra di Alessandria in tutto l'Oriente. Da Roma papa Leone I, deciso a sostenere Flaviano, inviò due rappresentanti, i quali depositarono una lunga lettera, nota come Tomus ad Flavianum, in cui il pontefice enunciò in modo esemplare la dottrina della duplice natura, umana e divina, di Cristo. I legati pontifici chiesero di leggere pubblicamente la lettera del pontefice, ma Dioscoro intervenne per far sì che il documento papale non venisse letto. L'8 agosto proclamò la dottrina di Eutiche conforme all'ortodossia e il 22 depose parecchi vescovi: Eusebio di Dorilea, Teodoreto di Cirro, Iba di Edessa, Domno di Antiochia e specialmente Flaviano, che fu oggetto di un duro pestaggio e morì dopo tre giorni per le ferite.
Esercitando il pugno di ferro, Dioscoro riuscì quindi a far approvare una professione di fede ispirata alla dottrina di Eutiche, ribaltando così i rapporti di forza tra Alessandria e Costantinopoli ed affermando l'autorità e l'indipendenza della sede patriarcale egiziana. Dopo il colpo di mano di Dioscoro, Leone I dichiarò nullo il concilio, definendolo un latrocinium (infatti questo episodio è a volte citato in Occidente come "brigantaggio di Efeso"). A differenza della Chiesa di Roma, le tesi di Dioscoro furono ritenute valide dall'imperatore Teodosio II e i suoi atti furono quindi inclusi nel Codice teodosiano.
Alla morte di Teodosio, nel 450, gli ortodossi ottennero dall'imperatrice Pulcheria, poi canonizzata, la convocazione di un nuovo concilio che si tenne a Calcedonia nell'ottobre del 451, in cui il monofisismo venne condannato. 

Furono esiliati sia Eutiche che Dioscoro, che morì nel 454 a Gangra nell'Anatolia centrale.
Quando i fedeli seppero della sua morte, si consultarono con il clero egiziano ed elessero patriarca Timoteo II, discepolo di Dioscoro, senza chiedere l'assenso dei patriarchi bizantini. Questo metodo di elezione divenne da allora in poi la regola con la quale vennero eletti tutti i papi di Alessandria.
 
Gli effetti dell'operato di Dioscoro furono permanenti. La Chiesa di Alessandria, infatti, rifiutò la definizione della natura di Cristo sancita dal Concilio ed uscì dall'ecumene cristiana.